# Щире Слово
«Щире Слово» — український тижневик, виходив у 1919–1920 у Владивостоці, обслуговував українську колонію Приморщини (Далекий Схід).
Перший номер газети вийшов 12 квітня 1919. Першим редактором був І. Гадзаман, а з 1920 — А. Онуфрієнко. В матеріалах відстоювалась думка про потребу у створення власної української армії: «Представники населення на своїх з'їздах вже не раз заявляли, що вони не дадуть своїх дітей для служби в чужій армії, а коли виникає потреба мати армію то на Далекому Сході повинна бути армія українська».
Також газета виступала за відкриття українських шкіл, про що писала: «…Основним домаганням українського селянства є українська школа і її ми домагаємось. Не просимо, бо не може народ просити у тих, кого він поставив у влади. Коли буде признано за нами право мати українську школу, тоді будуть розбиті всі причини непорозумінь між українським і російським народом, бо зникне небезпека знищення нас як нації».
Газета подавала інформацію про події в Україні та про діяльність Далекосхідного Українського Секретаріату й Української Далекосхідної Крайової Ради.
Наклад та кількість номерів газети не відомі, в архівах є десять; останнє число датовано 25 квітня 1920.